# 中国の水危機
中国の水危機（ちゅうごくのみずきき）とは中国で生活する人口に対して、中国国土で利用可能な水の量が大幅に不足する可能性があることをさしている。

## 概要
世界銀行の予想によると、中国大陸には世界平均の4分の1、一人当たり年間2700m3の水しかない。
中国の専門家は2030年までに中国の人口は16億人に増加した場合、一人当たりの年間の水資源は1760m3まで下落し、国際的な水不足の指標とされる1700m3まで接近すると警告している。人口100万人以上の32の大都市のうち、30の大都市で水不足となっている。その中でも北京が最も厳しい。
中国最長の川長江の南部地域は国土の36.5%に過ぎないが、水の総供給量は80.9%である。しかし、長江北部は国土の63.5%を占めるのにもかかわらず、水の総供給量は19.1%に過ぎない。
中国の環境問題の第一人者である馬軍は中国は水不足、水質汚濁を含む水危機に直面している警告している。中国最大級の都市を含む400～600の都市は水不足に直面している。廃水の排出は2001年から2006年にかけて増え続け、馬の統計によると地方生活者3億人分の飲料水は安全でないという。
彼は「北部では水面の蒸発により地下水が過剰に採取され、このままでは状況を維持できない。南部の水は豊富だが深刻な水質汚濁のため清潔な水は不足している。水の豊富な長江や珠江のデルタ地帯ですら同様である」と警告した。
中国政府は飲料水を確保するため870億ドルを環境プロジェクトに投資している。2004年、世界銀行は中国国内の資源の欠乏は地方と都市、産業間の戦いにつながると警告した。この予想の妥当性は確認された。例えば、2005年の4月に浙江省東陽市で穀物に害をもたらし、奇形児が産まれた水質汚濁のかどで告発されたJuxi Industrial Parkの化学工場の近くで衝突があり、多くの人が負傷した。
- 世界人口の20%を占めながら、水資源は世界全体のわずか7%しかなく、中国は厳しい挑戦にさらされている。
- 中国の660の都市の半分以上が水不足に苦しんでおり、1億6千万人に影響を及ぼしている。
- 中国の一人当たりの水資源は世界平均の4分の1である。
- 都市の90%の地下水、河川、湖沼の水の75%が汚染されている。
- 水質汚濁の広がりのため、毎日7億人が汚染された飲料水を飲んでいる。
- 水が原因の病気により、驚異的な数の早死者が生まれている。
- 2005年の11月から2006年の1月にかけて、3つの大規模な事件が起こり、何百万人もの飲料水の供給停止と目の前に横たわる試練への気づきにつながった。
- 政府は下水処理施設への投資による水質汚濁の軽減を計画している。
- 北京市などが認定した飲料水が販売されているが、その飲料水を偽造して販売していることも多く、正規の飲料水を購入することが困難とされている[7]。
- 国際河川であるメコン川の上流に、中国が多数のダムを設けている。過度な採水を行うと下流のインドシナ諸国に環境危機が波及する恐れがある。

## 関連事項
- 中国の水供給と衛生状態
- 南水北調
- がん村